# Барри (округ, Миссури)
Округ Барри (англ. Barry County) — округ штата Миссури, США. Население округа на 2009 год составляло 35 881 человек. Административный центр округа — город Касвилл.

## История
Округ Барри основан в 1835 году.

## География
Округ занимает площадь 2017,6 км². 10,9 % площади округа занимает единственный национальный лес Миссури — «Марк-Твен».

## Демография
Согласно оценке Бюро переписи населения США, в округе Барри в 2009 году проживало 35 881 человек. Плотность населения составляла 17.8 человек на квадратный километр.